# Osiek (Błonie)
Osiek – część miasta Błonie od 1954, leżąca w jego północnej części, nad rzeką Utratą. Osiek sąsiaduje z Kolonią Osiek stanowiącą część wsi Białuty (do 1954 była to część Osieka).
Dawniej samodzielna wieś. W dawnych granicach wsi Osiek znajduje się również stary cmentarz żydowski oraz kościół mariawicki.

## Nazwa
Nazwa Osiek oznacza w języku staropolskim zasiekę czyli leśne umocnienie lub warownię w lesie utworzoną z nagromadzonych i zespojonych ze sobą ściętych (zsieczonych) pni drzewnych, której zadaniem była ochrona leśnego osiedla lub wyznaczonej granicy. Często w pobliżu umocnień tych mieszkali strzegący ich ludzie, którzy według Słownika geograficznego Królestwa Polskiego mieli dać początek osadom noszącym tę nazwę.

## Historia
Niepozorny pagórek opodal mostu na Utracie leżącego na drodze 579 z Błonia do Leszna kryje w sobie resztki starożytnej strażnicy. "Osiek" dawniej oznaczał właśnie strażnicę na skraju plemiennych ziem, do dziś w kraju jest sporo miejscowości o takiej nazwie, prawie zawsze związanych z tego typu obiektem. Na szczycie pagórka są ślady po starym grodzisku, niestety, również widać ślady działalności poszukiwaczy skarbów, oraz "kupę" śmieci, zwiezionych tu przez ludność okoliczną. Któryś z zakładów, produkujących plastikowe okna zarzucił teren grodziska szklaną stłuczką wymieszaną z uszczelkami szyb zespolonych. W odległości ok. 3 km wzdłuż Utraty w kierunku wschodnim znajduje się kolejne, większe grodzisko Łysa Góra datowane na XIII wiek. Wzniesienie tej fortalicji należy wiązać z księciem Siemowitem I, synem Konrada I, który fortyfikował granice swojej dzielnicy (Mazowsze Czerskie) przed ekspansją swojego starszego brata, księcia Bolesława (Mazowsze Płockie). Książę Siemowit I ufortyfikował przedpole Puszczy Kampinoskiej: od zachodu były to gródek w Trojanowie 1 km od Sochaczewa położony przy ujściu Utraty do Bzury, dalej strażnica w Osieku, od północy Łysa Góra, od wschodu dwór obronny na Jazdowie.
Osiek był wsią królewską położoną w drugiej połowie XVI wieku w powiecie błońskim ziemi warszawskiej województwa mazowieckiego.
Tu mieszkali i gospodarowali rodzice generała Jana Henryka Dąbrowskiego. Sam gen. bywał tu jako mały chłopiec. Pod Błoniem na cmentarzu kalwińskim pochowana jest Matka gen. Jan Henryka Dąbrowskiego.
Miejscowość jako folwark leżący w powiecie błońskim pod koniec XIX wieku wymienia Słownik geograficzny Królestwa Polskiego. Miejscowość liczyła wówczas 422 morg całkowitej powierzchni. W 1886 roku miała ona 56 mieszkańców.

### Przynależność administracyjna
Od 1867 wieś w gminie Pass w powiecie błońskim. 20 października 1933 wszedł w skład gromady Wawrzyszew w granicach gminy Pass. Od 12 marca 1948 w powiecie grodziskomazowieckim, a od 1 lipca 1952 w powiecie pruszkowskim. Osiek tworzył odtąd samodzielną gromadę w granicach gminy Pass.
W związku z reformą administracyjną państwa jesienią 1954 część gromady Osiek na południe od Utraty (czyli wieś Osiek) włączono do miasta Błonia, natomiast część na północ od Utraty (obecna Kolonia Osiek, część wsi Białuty) włączono do gromady Leszno.

## Przemysł
Na terenie Osieku istnieje baza transportowa Pekaesu.